# Erie (Pensilvânia)
Erie é uma cidade localizada no estado americano da Pensilvânia, no Condado de Erie. Foi fundada em 18 de abril de 1795, e incorporada em 14 de abril de 1851.

## Geografia
De acordo com o United States Census Bureau, a cidade tem uma área de 49,9 km², onde 49,4 km² estão cobertos por terra e 0,5 km² por água.

## Demografia
Segundo o censo nacional de 2020, a sua população é de 94 831 habitantes e sua densidade populacional é de 1 913,81 hab/km². É a quarta cidade mais populosa da Pensilvânia. Possui 44 790 residências, que resulta em uma densidade de 906,37 residências/km².